# Parfait Koukpaki
Parfait Koukpaki (auch Parfait Koupaki, * im 20. Jahrhundert) ist ein beninischer Fußballspieler. Seine Stammposition ist die Abwehr.
Der Spieler bestritt mindestens in den Jahren 1992 und 1993 vier Partien für die beninische Fußballnationalmannschaft, alle in der Qualifikation zur Fußballweltmeisterschaft 1994. Dabei blieb er ohne Torerfolg.